# Plecotus sardus
Plecotus sardus (лат.) — вид ушанов из семейства гладконосых летучих мышей (Vespertillionidae).
Обнаруженный в качестве нового вида на основе генетических анализов, этот вид сочетает в себе морфологические признаки Plecotus austriacus и Plecotus auritus.
Эндемик острова Сардинии (Италия). Известны три места обитания в непосредственной близости к берегу или на низких высотах.
Встречается в наиболее лесистой части Сардинии, для ночёвок использует природные пещеры. Два из трёх известных мест расположены в карстовых районах. Вид оседлый, искусственных мест проживания не использует.

## Описание
Похож на Plecotus auritus, но чуть крупнее и имеет более длинные козелки. Общая длина головы и тела 45 мм, уши 37,5–39 мм, хвост 51 мм, предплечье 41–42 мм, стопа 6,8–7,7 мм. Мех на спине пушистый, длиной около 10 мм, тёмно-коричневый, волоски трёхцветные (тёмно-коричневые у основания и на кончиках и серые в середине). Мех на животе около 7 мм, беловатый или бледно-коричневый. Уши бледно-коричневые, козелок от 18 мм в длину  и от 6 мм в ширину, темно-коричневый у основания и желтоватый на кончике. Морда узкая, бледно-розово-коричневого цвета, с круглой железой под подбородком. Выступы над глазами шириной 1 мм имеют несколько прямых длинных волосков. Крылья коричневые, прикреплены сзади к основанию пятого пальца ноги.